# Vohwinkel
Vohwinkel est un quartier de la ville allemande de Wuppertal en Rhénanie-du-Nord-Westphalie et en constitue le troisième plus grand district, après Elberfeld et Barmen.

## Histoire
Jusqu'en 1929, Vohwinkel était une ville indépendante.

## Population
En 2016, le quartier comptait une population de 31 141 habitants.